# Bombon
Bombon este o comună franceză, situată în departamentul Seine-et-Marne, în regiunea Île-de-France.

## Geografie

### Comune limitrofe
|            |                      | Mormant            |
| Saint-Méry |                      | Saint-Ouen-en-Brie |
|            | La Chapelle-Gauthier | Bréau              |

### Geologie și relief
Altitudinea comunei variază între 78 de metri și 122 de metri pentru cel mai înalt punct, centrul localității situându-se la aproximativ 107 metri altitudine (primăria). Comuna este clasificată în zona de seismicitate 1, corespunzătoare unei seismicități foarte reduse.

### Hidrografie

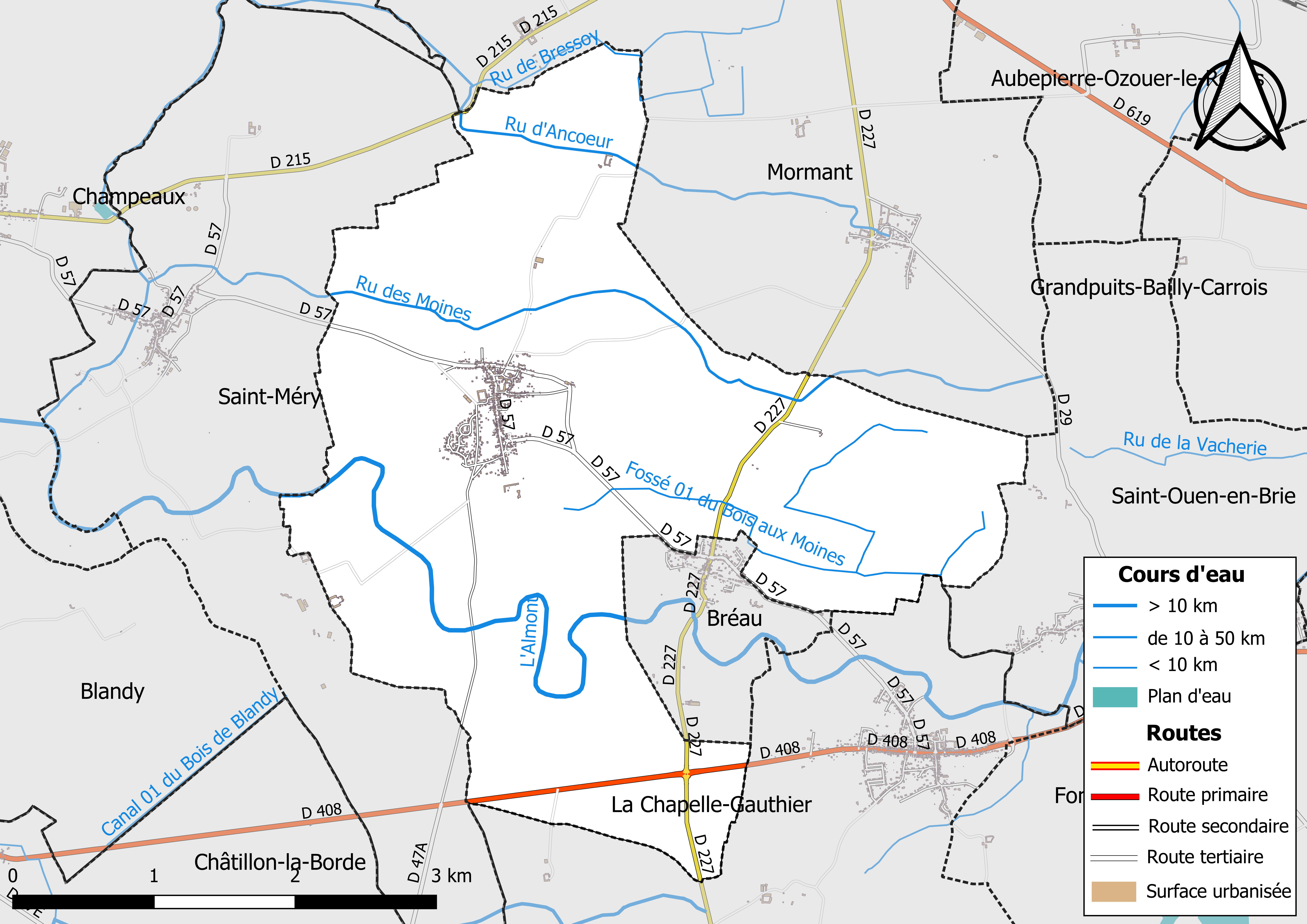
Harta rețelelor hidrografice și rutiere din Bombon.

Rețeaua hidrografică a comunei este compusă din opt cursuri de apă înregistrate:
- Râul Almont sau ru d'Ancoeuil, cu o lungime de 42,15 km[7], afluent pe malul drept al râului Sena;
- Ru d'Ancoeur sau ru de la Prée, cu o lungime de 9,63 km[8], care se varsă în râul Almont;
- Ru de Bressoy, 4,23 km[9], și un braț de 0,77 km[10];
- Ru des Moines, 7,05 km[11], afluent al ru d'Ancoeur;
- Fossé 01 du Bois aux Moines (curs de apă natural și canal nenavigabil), cu o lungime de 3,67 km[12];
- Canal 01 des Echos du Jard, 0,33 km[13], care se varsă în fossé 01 du Bois aux Moines;
- Fossé 01 du Bois de Bombon, canal de 1,94 km[14], care se varsă în canal 01 des Echos du Jard.

Lungimea totală a cursurilor de apă din comună este de 16,69 km.

### Climă
În 2010, clima comunei este de tip oceanic degradat al câmpiilor din Centru și Nord, conform unui studiu al Centrului Național de Cercetare Științifică (CNRS) bazat pe o serie de date care acoperă perioada 1971-2000. În 2020, Météo-France publică o tipologie a climei Franței metropolitane, în care comuna este expusă unei clime oceanice alterate și se află în regiunea climatică Nord-Est a bazinului Parisian, caracterizată printr-un nivel redus de însorire, precipitații medii distribuite regulat pe parcursul anului și ierni reci (3 °C).
Pentru perioada 1971-2000, temperatura anuală medie este de 11,1 °C, cu o amplitudine termică anuală de 15,4 °C. Cumulul anual mediu de precipitații este de 738 mm, cu 11,6 zile de precipitații în ianuarie și 7,7 zile în iulie. Pentru perioada 1991-2020, temperatura medie anuală observată la stația meteorologică Météo-France cea mai apropiată, situată în comuna Grandpuits-Bailly-Carrois la 8 km distanță, este de 11,6 °C, iar cumulul anual mediu de precipitații este de 594,8 mm.

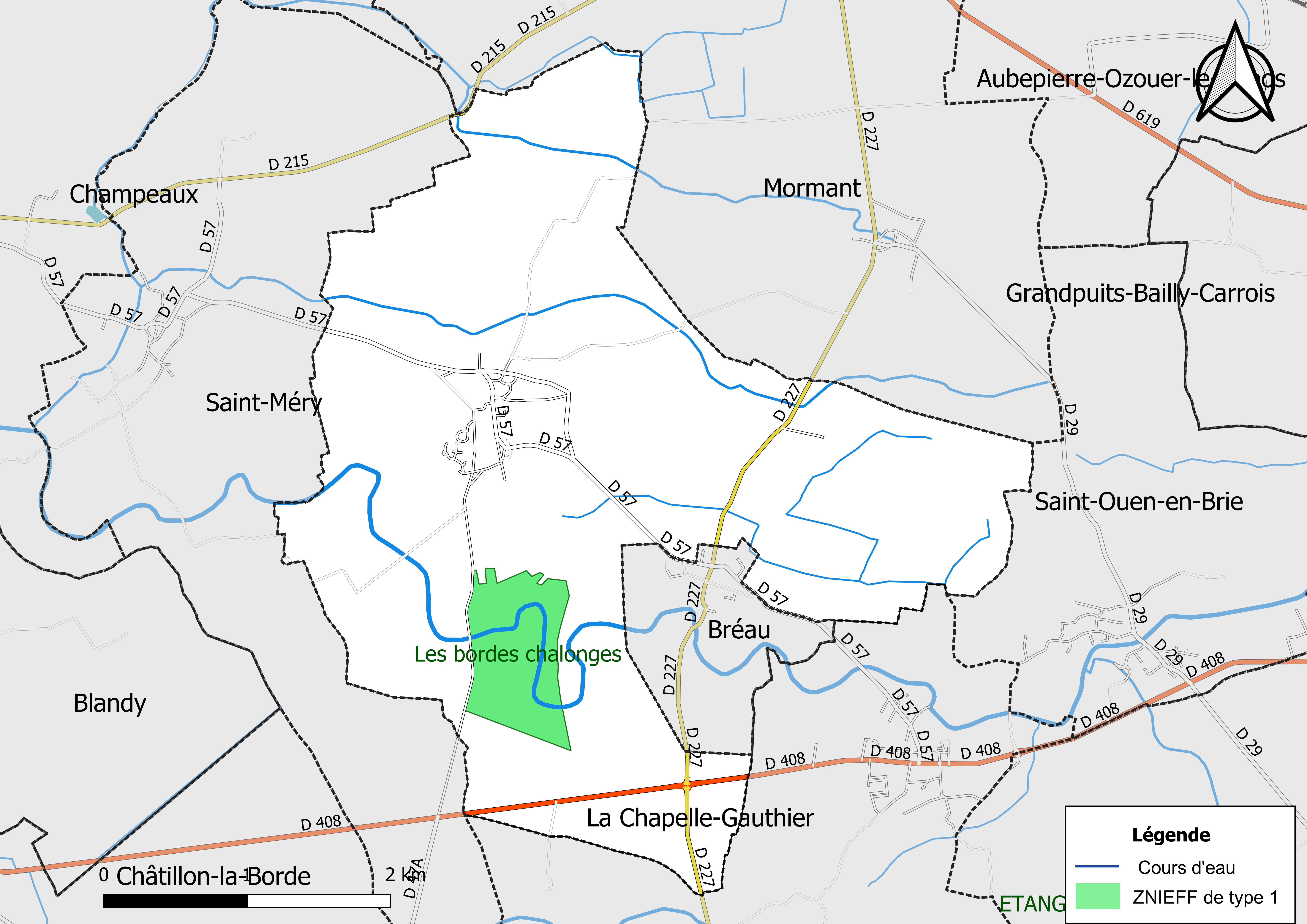
Harta ZNIEFF de tip 1 localizate în comuna Bombon.

### Mediu natural și biodiversitate
Inventarul Zonelor Naturale de Interes Ecologic, Faunistic și Floristic (ZNIEFF) are ca scop identificarea și cartografierea zonelor deosebit de valoroase din punct de vedere ecologic. Acest demers urmărește îmbunătățirea cunoașterii patrimoniului natural național și oferirea unui instrument util factorilor de decizie pentru integrarea considerentelor de mediu în planificarea teritorială.
Teritoriul comunei Bombon include o ZNIEFF de tip 1, denumită „Les Bordes Chalonges”, cu o suprafață de 71,6 hectare.

## Urbanism

### Tipologie
La 1 ianuarie 2024, Bombon este clasificată drept târg rural, conform noii grile comunale de densitate cu șapte niveluri definită de INSEE (Institutul Național de Statistică și Studii Economice) în 2022. Este situată în afara unei unități urbane. În plus, comuna face parte din aria metropolitană a Parisului, fiind una dintre comunele de la periferie, această zonă reunind 1.929 de comune.

### Utilizarea terenurilor
Utilizarea terenurilor din comună, conform bazei de date europene privind ocuparea biogeografică a terenurilor Corine Land Cover (CLC), se caracterizează prin predominanța terenurilor agricole (55,3% în 2018), în creștere față de 1990 (54,3%). Distribuția detaliată în 2018 este următoarea: terenuri arabile (47,2%), păduri (39,2%), pajiști (8,1%), zone urbanizate (3,2%), spații verzi artificializate, neagricole (2,3%).

## Toponimie
Forme vechi: Bunbun (aproximativ 1142); Bomboium (aproximativ 1145); Bonbon (1198); Bonbun (1209); Parrochia de Bombone (1239); A. de Bombonio (1280); Bombon en Brye (1565); Bombon en Brie (1670).

## Istorie
În 1207, prioratul augustinian Notre-Dame de Tréhans, cunoscut uneori sub numele de Tréyans, situat pe teritoriul parohiei, a fost donat de Pierre de Corbeil, episcop de Sens, abației du Jard, care astfel obținea un venit anual de 700 de livre. Capela Saint-Éloi, dependentă de biserica parohială din Bombon, genera un venit de 40 de livre pentru arhiepiscop. Spre sfârșitul secolului al XV-lea, abația du Jard a avut un abate pe nume Guillaume de Bombon (decedat în 1400).
Familia nobiliară din Bombon, cunoscută încă din secolele al XII-lea–al XIII-lea, își lua numele de la satul Bombon; se presupune că ar fi avut legături cu familia Villebéon din La Chapelle-Gauthier, având în vedere similitudinea blazoanelor. La sfârșitul secolului al XIII-lea, moștenitoarea Jeanne de Bombon s-a căsătorit cu Jean de Brenne. La începutul secolului al XVII-lea, Antoine de Brenne a construit castelul din Bombon și s-a căsătorit cu capețiana Claude (1582–1612), fiica lui Gaspard I de Courtenay de Bléneau. Fiica lor, Louise-Jacqueline de Brenne (†1657), s-a căsătorit cu Philibert de Bigny d'Ainay, iar fiul lor, François de Brenne de Bombon, a adoptat și numele de Brenne de Postel după căsătoria cu moștenitoarea Félice de Postel din Ormoy-en-Brie. Prin familia Bombon, familia Brenne a dobândit și stăpânirea asupra domeniului Montjay-en-Brie (situat în Bombon; deosebit de Montjay din Villevaudé).
În martie 1699 (prin lettres patentes înregistrate în 1700), senioria Bombon a fost ridicată la rang de comitat în favoarea lui Basile de Brenne de Postel, fiul lui François de Brenne și Félice de Postel din Ormoy. Basile s-a căsătorit cu Marie-Madeleine Duret de Cevery, iar împreună au avut o fiică, Edme-Charlotte de Brenne, contesă de Bombon și doamnă de onoare la curtea reginei.
În 1720, Edme-Charlotte s-a căsătorit cu Marie-Thomas-Auguste Goyon, marchiz de Matignon, consolidând astfel poziția familiei în rândul nobilimii vremii.
În 1772, Bombon era un priorat-parohie și găzduia un castel aparținând arhidiaconatului și protopopiatului din Melun. Veniturile din acest priorat reveneau abatelui de Chaumes. La acea vreme, seniorul domeniului era Claude Geoffroy d'Assy de Montjay (1690–1770), secretar al regelui. El achiziționase Bombon și Montjay (situat tot în Bombon) de la familia Goyon-Matignon, între 1730 și 1732.
Familia Geoffroy, urmată de moștenitorii săi, familia de Bardon de Segonzac, a păstrat domeniile Bombon și Montjay până după Primul Război Mondial.
Satul număra atunci 105 gospodării (783 de locuitori în 1841) și era administrativ dependent de Melun pentru tribunalul de bailli și pentru granarul cu sare.
În jurul anului 1840, diverse proprietăți din Bombon și împrejurimi aparțineau mai multor familii notabile:
- Castelul și fermele din Neuvy (un vechi domeniu feudal) și ferma din Forest erau deținute de moștenitorii lui Louis Geoffroy de Montjay, fiul lui Claude Geoffroy d'Assy de Montjay.
- Ferma des Époisses aparținea contesei de Béthisy.
- Ferma des Bordes-Chalonges, utilizată ca reședință de pază, și fostul castel din Montjay erau proprietatea domnului de Bonneuil.
- Moara de vânt din Bombon era deținută de domnul de Montjay fiul.

Lenin a locuit în sat, împreună cu mama și sora sa, pe durata verii anului 1909. Localnica care l-a găzduit își amintește de un bărbat amabil, care încerca să fie plăcut. Chiar a învățat-o să meargă pe bicicletă.
Bombon a fost locul de naștere al Victoriei din 1918. De fapt, generalul Foch și-a mutat postul de comandament la Bombon în 1918. Bastonul său de mareșal „i-a fost înmânat în curtea de onoare a castelului, în prezența tuturor șefilor de stat-major, mareșalul Haig, mareșalul Pershing, generalul Pétain și cele mai înalte autorități politice: președintele Republicii, Raymond Poincaré, Clemenceau […], Painlevé, fost ministru al Războiului și fost președinte al Consiliului. Generalul Weygand […] îl asista.”
Preotul Denoyer, parohul din Bombon, a fost biciuit pe 5 ianuarie 1926 de o duzină de adepți ai sectei „Notre-Dame des Pleurs” din Bordeaux, fondată de Marie Mesmin. Cazul a stârnit un mare scandal, iar o melodie inspirată din acest fapt divers a circulat în întreaga Franță. „Plângerea Parohului din Bombon”, compusă de cântărețul marsilian Alibert, se cânta pe melodia „Trompette en bois”.
În 1939, castelul din Bombon devine unul dintre cele trei posturi principale de comandament ale armatei franceze.
În 1981, în comuna Bombon a fost filmat filmul lui Jean Girault, „La soupe aux choux”, avându-i în distribuție pe Louis de Funès, Jean Carmet și Jacques Villeret.

## Populația și societatea

### Date demografice
Evoluția numărului de locuitori este cunoscută prin recensămintele populației efectuate în comuna respectivă începând din 1793. Pentru comunele cu mai puțin de 10 000 de locuitori, un recensământ al întregii populații este realizat la fiecare cinci ani, populațiile legale pentru anii intermediari fiind estimate prin interpolare sau extrapolare.
În 2021, comuna număra 944 locuitori, în creștere cu +1,94 % față de 2015 (Seine-et-Marne: +3,45 %, Franța fără Mayotte: +1,84%).
| An        | 1793 | 1821 | 1841 | 1856 | 1876 | 1886 | 1901 | 1921 | 1936 | 1962 | 1982 | 2006 | 2014 | 2021 |
| --------- | ---- | ---- | ---- | ---- | ---- | ---- | ---- | ---- | ---- | ---- | ---- | ---- | ---- | ---- |
| Populație | 604  | 736  | 600  | 691  | 763  | 692  | 617  | 555  | 501  | 516  | 737  | 913  | 890  | 944  |

## Cultură locală și patrimoniu
- Biserica Saint-Germain (sec. XV):

- O singură navă laterală.

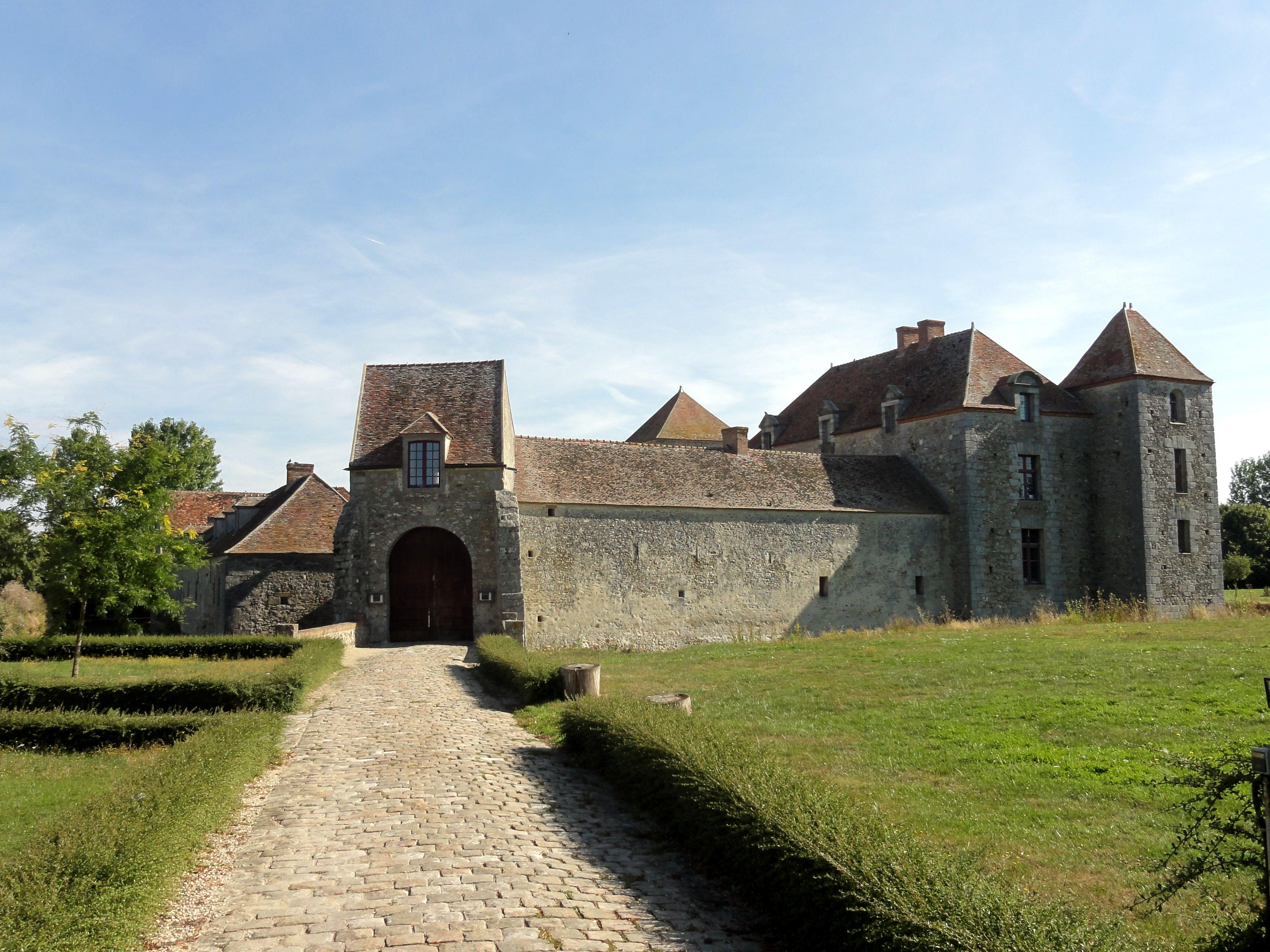
Casa fortificată Époisses, vedere dinspre vest.

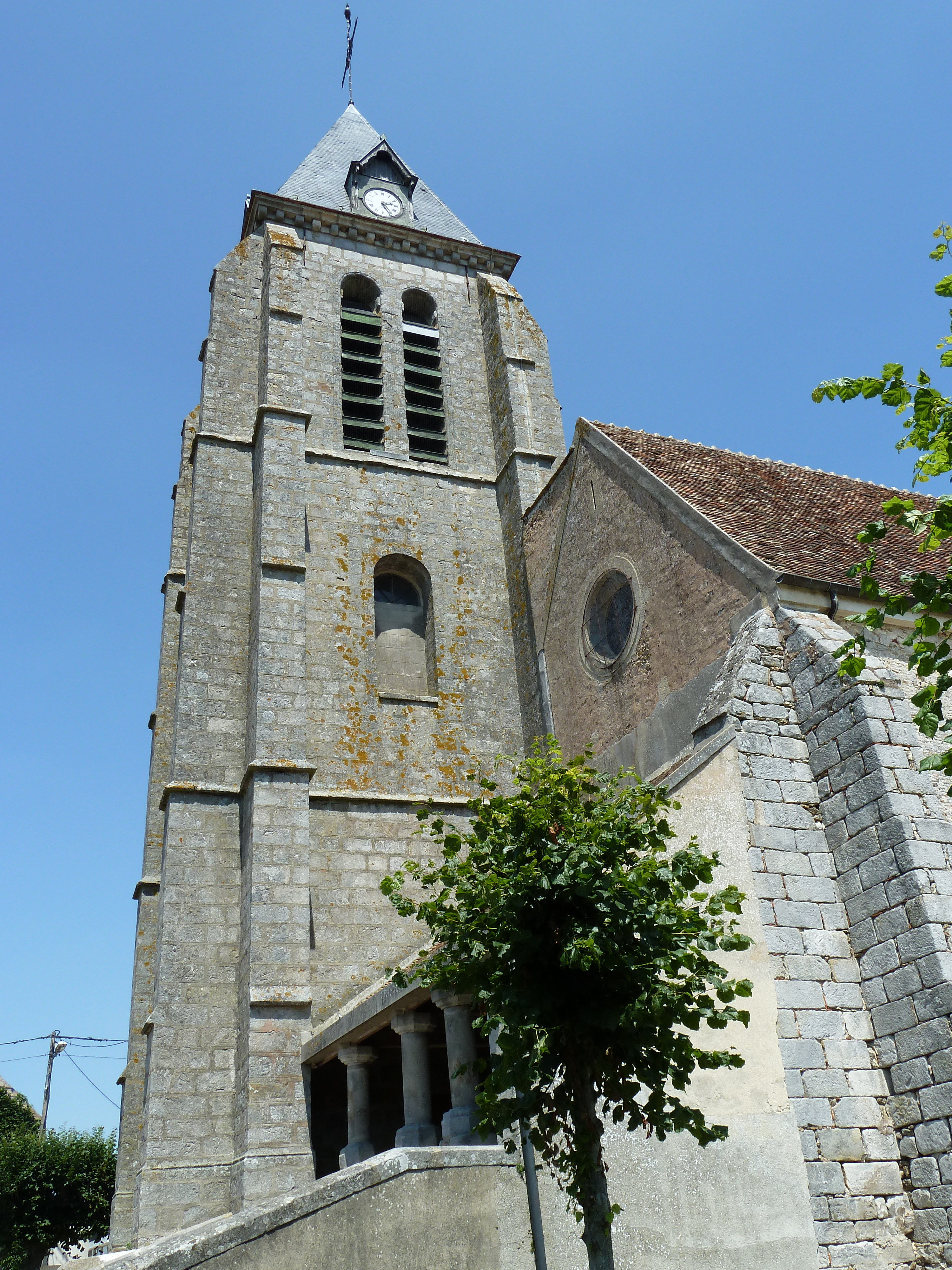
Biserica Saint-Germain.

- Turn din gresie din secolul al XVI-lea.
- Statuete de artă populară și cristelniță din marmură din secolul al XVIII-lea.

- Castelul Bombon și capela sa:

- A fost proprietatea lui Félix Houphouët-Boigny, fost președinte al Coastei de Fildeș.

- Casa fortificată Époisses.
- Ferma medievală fortificată.
- Castelul Montjay și capela sa.
- Pădurea Bombon.
- Malurile râului Ru des Moines.
- Izvoare și iazuri.